# Cho Hunhyun
Pour les articles homonymes, voir Cho.
Cho Hunhyun (曺薰鉉, Cho Hunhyun, ou Cho Hun-hyeon), né le 10 mars 1953 est un joueur de go professionnel coréen considéré comme l'un des meilleurs au monde,. Il a atteint le statut de professionnel en 1962 en Corée du Sud. Il a depuis engrangé plus de 150 titres sur le circuit professionnel. Il a remporté tous les tournois « open » coréens en 1980, 1982 et 1986. Il a également gagné 11 titres internationaux, soit le troisième joueur au monde à atteindre ce niveau derrière Lee Chang-ho (21) et Lee Sedol (15). Il a obtenu la 1 000e victoire de sa carrière en 1995.

## Biographie

### Jeunesse (1962–1982)
Cho Hunhyun a commencé à apprendre le go à l'âge de 4 ans et a passé l'examen pour devenir professionnel en 1962.
En 1963, il a été invité au Japon. Initialement prévu pour être sous l'égide de Kitani Minoru, c'est finalement Segoe Kensaku qui a été son "maître". Segoe est célèbre pour avoir amené Go Seigen au Japon et a également été le maître de Hashimoto Utaro, fondateur de la Kansai Ki-in.
Cho Hunyun était à l'époque considéré 2e dan en Corée, mais il a été sous-classé au Japan au 4e kyu à son arrivée.
Il a passé l'examen japonais de la Nihon Ki-in trois ans plus tard et devint le premier joueur professionnel certifié par deux fédérations de go.
C'est à ce moment qu'il a été mis en relation avec Fujisawa Hideyuki. Fujisawa devint le mentor de Cho, et les deux hommes ont entretenu une relation d'amitié jusqu'à la mort de Fujisawa en 2009.
Cho a participé à quelques tournois japonais, finissant deuxième face à Kojima Takaho lors du troisième Shin-Ei.
En 1972, il est retourné en Corée du Sud pour effectuer ses obligations militaires.
Il remporte son premier titre en 1973 en battant Kim In lors du 14e Chaegowi. La même année, il perd en finale contre son rival Seo Bongsoo lors du 6e Myungin.
Depuis 1973, Cho et Seo se sont rencontrés 65 fois dans des finales de tournois, avec 53 victoires pour Cho. Leur confrontation la plus récente s'est déroulée lors de la Coupe Daejoo en 2010.
Il poursuit ses conquêtes de titres, notamment le Paewang en 1977, un titre qu'il a défendu 16 fois de suite jusqu'en 1992,.
En 1980, il possède neuf titres simultanément : Guksu, Myungin, Wangwi, Kisung, Paewang, Kiwang, Daewang, Jaewang et la Coupe Baccus.
Cette situation se répètera en 1982 et en 1986, où il gagna 10 et 11 titres respectivement.
Malgré le fait d'avoir remporté de nombreux titres, il n'est pas considéré comme le meilleur joueur coréen de tous les temps. Cho Chikun, le fameux joueur professionnel 9e dan reste le favori des médias.
En 1980, Cho Chikun a effectué un déplacement en Corée du Sud après avoir gagné le titre japonais de Meijin et les deux personnalités ont disputé une rencontre amicale constituée de 2 parties qui se sont déroulées le 31 décembre 1980 et le 2 janvier 1981. Les deux parties ont été gagnées par Cho Chikun.
Cho Hunhyun perd également en 1981 une partie face à Cho Chikun lors de la 8e Coupe Samsung, mais ce fut la dernière face à cet adversaire.

### Premier Coréen9eDan
En 1982, il a été promu au rang de 9e Dan, devenant le premier Coréen à atteindre un tel niveau.
Il a été l'unique Coréen invité à participer à la première Coupe Ing, dont la participants étaient 9 joueurs de la Nihon Ki-in et 6 joueurs de Chine. Il rencontre O Meien, un joueur d'origine taïwanaise professionnel au Japon. Il gagne la partie et également la partie suivante qui l'oppose à Koichi Kobayashi lors des quarts de finale. Il rencontre un autre joueur professionnel au Japon d'origine taïwanaise Rin Kaiho en demi-finale.
Elle se déroule en un match en deux parties gagnantes. Cho Hunhyun remporte la demi-finale sans troisième partie et atteint ainsi la finale. Elle l'oppose à Nie Weiping et elle consiste en un match en trois parties gagnantes. Cho remporte les deux premières, Nie les deux suivantes. La dernière partie décisive est remportée par Cho à la suite de l'abandon du Chinois.
En 1984, il commence à enseigner le go à Lee Chang-ho. Deux ans plus tard, l'élève devient joueur professionnel et commence à rencontrer son maître dans le circuit professionnel. En 1989, Lee Chang-ho le bat pour la première fois en finale pour le 29e Chaegowi. Leur rivalité continue jusqu'en 2003, quand Lee Chang-ho remporte le 34e Myungin. 
En 1992, il est obligé de concéder son titre de Paewang au profit de son élève, titre qu'il avait pourtant conservé 16 ans de suite.

## Palmarès
Il est le joueur de go coréen ayant obtenu le plus grand nombre de titres (plus de 150), suivi de près par Lee Chang-ho.
| Titre                 | Années                                                      |
| --------------------- | ----------------------------------------------------------- |
| Titres nationaux      | 142                                                         |
| Wangwi                | 1976 - 1979, 1981 - 1989                                    |
| Kisung                | 1990, 1992                                                  |
| Guksu                 | 1976 - 1985, 1988, 1991, 1992, 1998, 2000                   |
| KBS Baduk Wang        | 1980, 1981, 1984 - 1987, 1989, 1990, 1992, 1996, 1997, 1999 |
| Coupe BC Card         | 1990, 1995                                                  |
| Myungin               | 1977, 1979 - 1981, 1984 - 1990, 1997                        |
| Baedalwang            | 1996                                                        |
| Chaegowi              | 1973 - 1979, 1981 - 1988, 1992                              |
| Gukgi                 | 1975 - 1979, 1981 - 1987                                    |
| Paewang               | 1977 - 1992, 1997 - 2000                                    |
| Taewang               | 1983, 1985 - 1987, 1989, 1990, 1994, 1995                   |
| Baccus Cup            | 1983 - 1989, 1994                                           |
| Daewang               | 1983 - 1987, 1989, 1993                                     |
| Paedel Cup            | 1996                                                        |
| Coupe KT              | 2002                                                        |
| Kiwang                | 1979 - 1982, 1984 - 1987, 1989 - 1992, 1995                 |
| Titres internationaux | 11                                                          |
| Coupe Samsung         | 2001, 2002                                                  |
| Coupe Fujitsu         | 1994, 2000, 2001                                            |
| Coupe Chunlan         | 1999                                                        |
| Coupe Ing             | 1988                                                        |
| Coupe Tong Yang       | 1994, 1997                                                  |
| Coupe Asian TV        | 2000, 2001                                                  |
| Total                 | 153                                                         |

## Dans la culture populaire
- Interprété par Lee Byung-hun dans le film The Match (승부, 2022).